# Курасовщина (Минск)

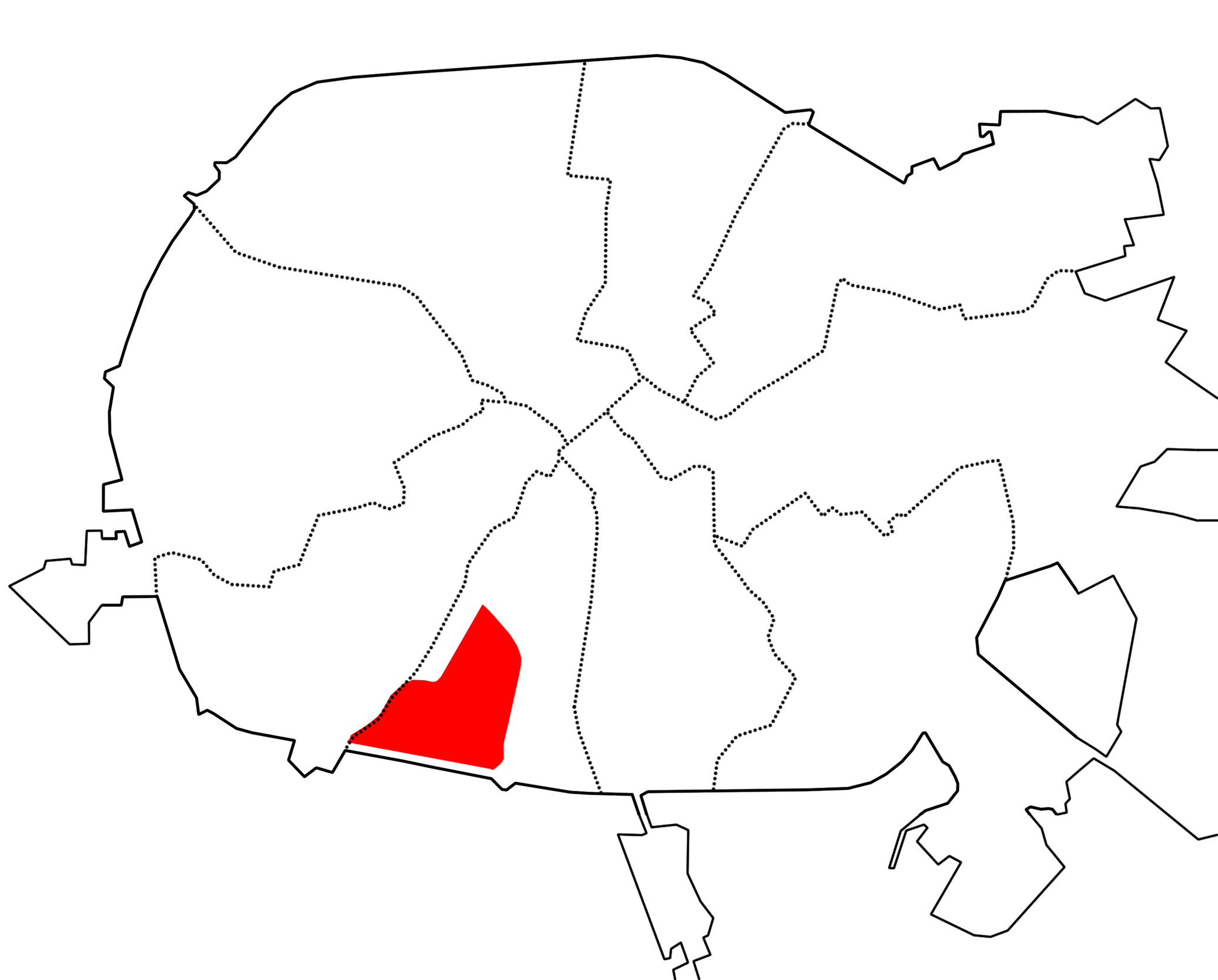
Расположение микрорайона на карте города и Октябрьского района

Курасо́вщина (бел. Курасоўшчына) — микрорайон в составе Октябрьского района города Минска (Республика Беларусь). Расположен на юго-западе района между МКАД, долиной реки Лошица и Лошицким водохранилищем. Композиционный центр района — площадь Казинца на пересечении улиц Казинца и Корженевского.

## История
В описях границ земель, принадлежавших городу Менску, в 1557 году упоминаются несколько деревень (на берегах Лошицы): Лошица Одинцовская, или Сухая Лошица, при Слуцком тракте (позже — Лошица Великая); затем упоминается Лошица Скиндоровская, или Лошица Малая (у Койдановского тракта). Деревни соединяла дорога вдоль реки до деревни Сухарево (ныне микрорайон Минска) и пересекавшая оба тракта. Дорога стала называться Крестовой. Между двумя Лошицами располагался Медвежий Лог (видимо, здесь когда-то водились медведи). А на Крестовой дороге (за Лошицей Скиндоровской) — фольварок Брилевичи (ныне — микрорайон).
Первые названия Лошицы — по фамилии первых владельцев имений — князя Одинцова (Одинца) и помещика Скиндоровского. В 1557 году Лошицу Одинцовскую приобрел князь Петр Горский. В 1582-м у помещика Достоевского вторую Лошицу перекупил помещик Ян Кураш (ещё в 1569-м он приобрел Лошицу Скиндоровского, которая стала называться Курашевщизной, а в XVIII веке это название трансформировалось в Курасовщину). За Курасовщиной (в сосновом лесу) позже возникли ещё два хутора — Михалово (см. также станция метро «Михалово») и Юзефово (район улицы Ландера и площади Казинца).
В 1917 году деревня Курасовщина состояла из 11 дворов, в которых проживали 48 жителей, а также из фольварка и вошла в состав Сеницкой волости Минского уезда. С 1924 года в Самохваловичском районе, с 1931 года в административном подчинении Минского горсовета, а с 1934 года в Минском районе. В 1965 году была включена в городскую черту Минска. С 1967 года на месте деревни началась массовая застройка одноимённого микрорайона, возведение которого велось в 60-80-х годах.

## Транспорт
Район обслуживается рядом автобусов, троллейбусов, маршрутных такси.
Также в районе располагается остановочный пункт электропоездов Брестского направления Курасовщина.

## Достопримечательности

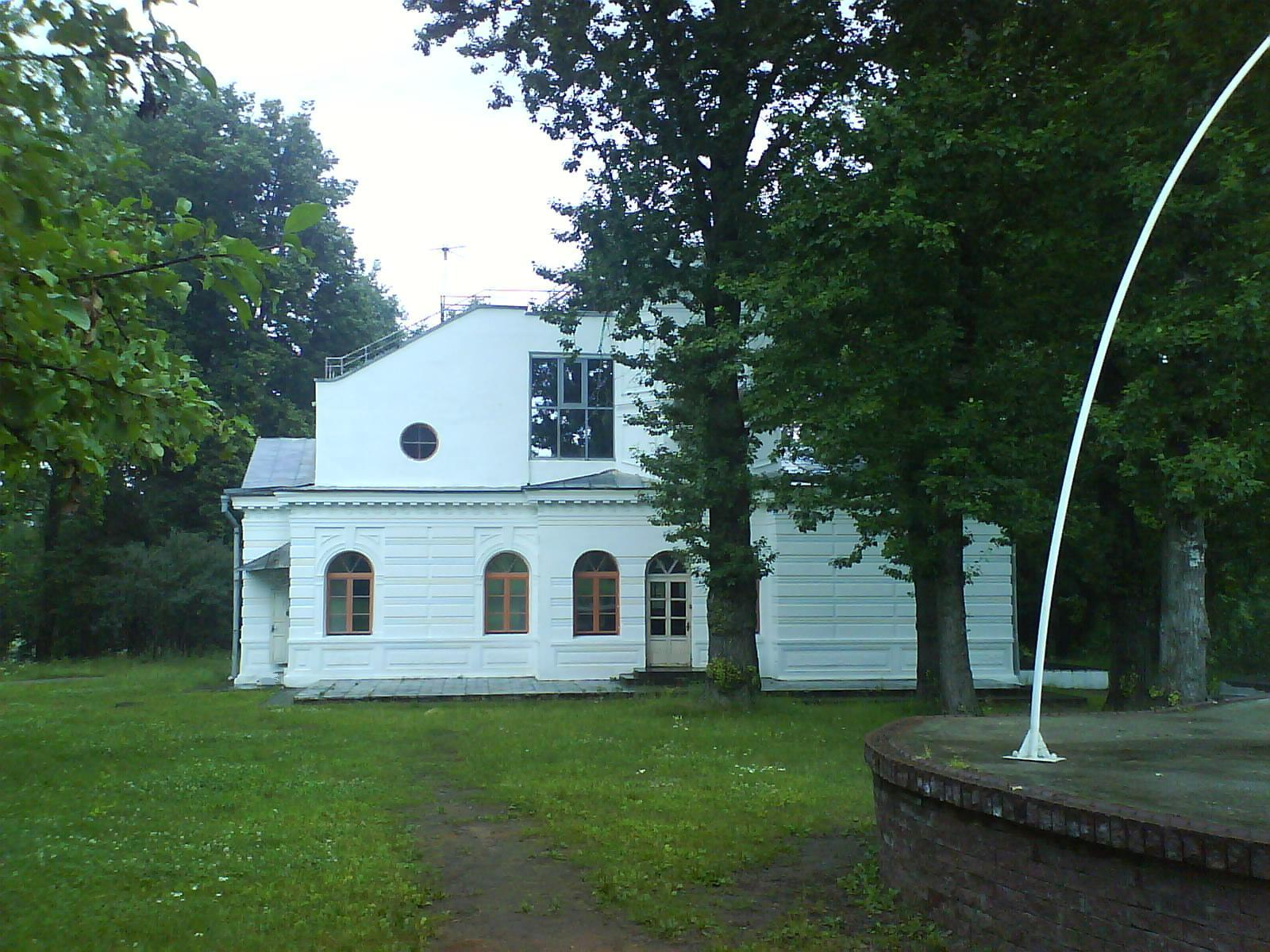
Белая дача

Одной из достопримечательностей микрорайона является памятник архитектуры XIX века — городская усадьба «Белая дача».